# Oreocharis obliqua
Oreocharis obliqua är en tvåhjärtbladig växtart som beskrevs av Cheng Yih Wu och Hsi Wen Li. Oreocharis obliqua ingår i släktet Oreocharis och familjen Gesneriaceae. Inga underarter finns listade i Catalogue of Life.